# Афидант (сын Аркада)
Афидант (Афид, др.-греч. Ἀφείδας «беспощадный») — персонаж древнегреческой мифологии. Согласно Гесиоду, сын Аркада, отец Сфенебеи. Мать Леанира, сын Алей, дочери Сфенебея и Левкона. Получил Тегею, которую поэты называют «Афидантовой долей». Добавил к 8 демам Тегеи дем Афиданты.